# Wühlschlangen
Die Wühlschlangen (Anomochilus) sind eine artenarme, in Südostasien vorkommende Schlangengattung. Die Gattung ist die einzige der Familie Anomochilidae, die eine der am wenigsten bekannten Schlangenfamilien ist, da 1993 nur sechs in Museen aufbewahrte Exemplare von zwei Arten bekannt waren. Im Jahre 2008 wurde eine weitere Art beschrieben.

## Verbreitung
Die drei Arten der Gattung kommen an der südlichen Spitze der malaiischen Halbinsel, in Zentralsumatra, sowie im südwestlichen und nordöstlichen Borneo vor.

## Merkmale
Wühlschlangen sind kleine Schlangen, die 17 bis 50 cm lang werden und einen nur kurzen Schwanz haben. Ihre Augen sind reduziert, Prämaxillare, Flügelbein und Gaumenbein sind zahnlos. Eine Tracheallunge fehlt. Vom Beckengürtel sind einige Knochen noch erhalten was an den Afterspornen neben der Kloake von außen sichtbar ist. Die Weibchen besitzen gut entwickelte Eierstöcke. Im Allgemeinen sind Wühlschlangen dunkel rötlich gefärbt und zeigen eine weißliche bis gelbliche Zeichnung.

## Lebensweise
Wühlschlangen sind wahrscheinlich grabende, im Erdboden lebende Tiere. Schädel- und Kieferanatomie deuten darauf hin, dass sie sich von kleinen wirbellosen Tieren ernähren. Ihre Fortpflanzungsbiologie ist unbekannt. In einem der Museumsexemplare wurden vier Eier gefunden.

## Systematik
Morphologisch stehen die Wühlschlangen zwischen den ursprünglichen Blindschlangenartigen (Scolecophidia) und den moderneren Schlangen (Alethinophidia). In der Vergangenheit wurde die Gattung den Aniliidae, den Walzenschlangen (Cylindrophiidae) und den Schildschwänzen (Uropeltidae) zugeordnet. Heute bilden sie eine eigenständige Familie und mit den beiden letztgenannten Familien die Überfamilie Uropeltoidea.

## Arten

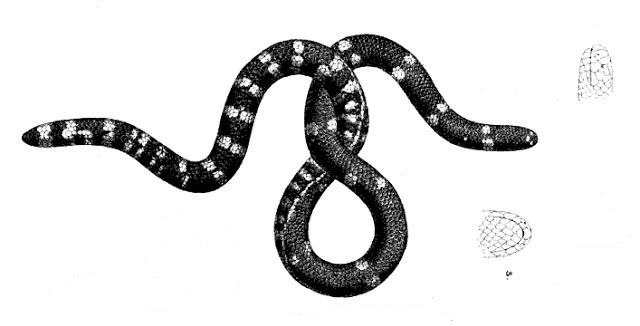
Anomochilus weberi, Zeichnung aus der Erstbeschreibung von 1890

Es gibt drei Arten:
- Anomochilus leonardi Smith, 1940
- Anomochilus monticola Das, Lakim, Lim & Hui, 2008
- Anomochilus weberi (Lidth de Jeude, 1890)